# 菰田康一
菰田 康一（こもだ こういち、1888年（明治21年）10月8日 - 1974年（昭和49年）11月22日）は、日本の陸軍軍人。最終階級は陸軍中将。

## 経歴
本籍静岡県。熊本区（現熊本市）で陸軍砲兵中佐・菰田安節の長男として生まれる。金沢第一中学校（現石川県立金沢泉丘高等学校）、名古屋陸軍地方幼年学校、中央幼年学校を経て、1909年（明治42年）5月、陸軍士官学校（21期）を7番/418名の成績で卒業。同年12月、砲兵少尉に任官し野砲兵第16連隊付となる。1912年（大正元年）11月、陸軍砲工学校高等科（18期）を卒業。1918年（大正7年）11月、陸軍大学校（30期）を優等で卒業した。
1919年（大正8年）4月、砲兵大尉に昇進し参謀本部付勤務となり、参謀本部員、フランス駐在（フランス陸軍大学校卒業）などを経て、1924年（大正13年）4月、砲兵少佐に進級。参謀本部員、陸大教官を務め、1928年（昭和3年）8月、砲兵中佐に昇進。陸軍野戦砲兵学校教官、第9師団司令部付を務め、1932年（昭和7年）8月、砲兵大佐に進級し山砲兵第11連隊長に就任。野戦砲兵学校教官、フランス大使館付武官を経て、1937年（昭和12年）8月、陸軍少将に進んで参謀本部付となる。
1937年（昭和12年）11月、砲兵監部付となり、1938年（昭和13年）8月、陸軍防空学校長に転じ、1939年（昭和14年）10月、陸軍中将に進級した。1940年（昭和15年）12月、第104師団長に任じられ日中戦争に出征。1942年（昭和17年）8月、参謀本部付となり、翌月予備役に編入され、同月から1943年（昭和18年）6月まで東京市防衛局長を務めた。1945年（昭和20年）1月に召集され留守第20師団長となり、同年4月、京城師管区司令官に転じ終戦を迎えた。1946年（昭和21年）2月に復員 。1947年（昭和22年）11月28日、公職追放仮指定を受けた。
戦後、1969年（昭和44年）1月から死去するまで偕行社会長を務めた。

## 栄典
位階
- 1910年（明治43年）2月21日 - 正八位[7]
- 1913年（大正2年）4月21日 - 従七位[8]
- 1918年（大正7年）5月20日 - 正七位[9]
- 1923年（大正12年）7月31日 - 従六位[10]
- 1928年（昭和3年）9月1日 - 正六位[11]
- 1932年（昭和7年）9月1日 - 従五位[12]
- 1937年（昭和12年）9月1日 - 正五位[13]

勲章
- 1918年（大正7年）11月29日 - 恩賜の軍刀[14]
- 1940年（昭和15年）9月11日 - 勲二等瑞宝章[15]

## 親族
- 弟 菰田康明（陸軍中佐）[1]
- 義父 芝生佐市郎（陸軍中将、妻の父）[1]